# Korsun-Sjevtsjenkivskyj
Korsun-Shevchenkivskyi (ukrainsk: Ко́рсунь-Шевче́нківськийй, ukrainsk udtale: [ˈkɔrsʊnʲ ʃeu̯ˈtʃɛnkiu̯sʲkɪj]; polsk: Korsuń Szewczenkowski; russisk: Корсунь-Шевченковский) er en lille by beliggende i Tjerkasy rajon i Tjerkasy oblast (provins) i det centrale Ukraine. Den er hjemsted for administrationen af Korsun-Sjevtsjenkivskyj by-hromada, en af Ukraines hromadaer. Byen ligger på bredden af floden Ros.
Byen har 18.401 (2016) indbyggere.

## Historie
Fæstningen Korsun blev grundlagt i 1032 af fyrsten i Kijevriget Jaroslav 1. og tjente til at beskytte Kyiv mod nomader fra de sydlige steppe-områder. Byens navn stammer fra den græske by Chersonesos (oversat som Korsun) på krimhalvøen. I 1240 blev Korsun ødelagt af Batu Khan. I 1584 blev der etableret en militærbase i byen.
I den tidlige moderne tid tilhørte stedet det Den polsk-litauiske realunion, hvor der blev bygget endnu en fæstning, og byen fik Magdeburgrettigheder. I 1630 angreb Kosak-oprørere under ledelse af Taras Fedorovytj byen og ødelagde dens polske garnison. Byen blev jævnet med jorden af polske styrker under kosakoprøret i 1637 under Pavlo Pavliuk. I 1648 fandt Slaget ved Korsuń under Khmelnytskyiopstanden sted her. I 1768, under Kolijivsjtjyna-oprøret, blev den polske garnison ødelagt af Maksym Zaliznjaks styrker.
I 1793 blev Korsun indlemmet i det Russiske Kejserrige. I 1903 blev en af de største malingsfabrikker i hele det russiske imperium bygget i Korsun. I perioden under 2. verdenskrig (1941-1945) besejrede den sovjetiske Røde Hær de tyske styrker i området omkring Korsun.

## Galleri
- En del af floden Ros i nærheden af Lopukhin-Demydov-familiens palads.
- Indgang til lokalerne i paladset for familien Lopukhin- Demydov.
- Centrum i Korsun-Shevchenkivskyi